# Dutch Open 2009
Die Dutch Open 2009 im Badminton fanden vom 13. bis 18. Oktober 2009 im Topsportcentrum Almere in Almere statt.

## Sieger und Platzierte
| Disziplin    | Gold                                 | Silber                           | Bronze                                    |
| ------------ | ------------------------------------ | -------------------------------- | ----------------------------------------- |
| Herreneinzel | Chetan Anand                         | Eric Pang                        | Rajiv Ouseph                              |
| Herreneinzel | Chetan Anand                         | Eric Pang                        | Dicky Palyama                             |
| Dameneinzel  | Yao Jie                              | Judith Meulendijks               | Olga Konon                                |
| Dameneinzel  | Yao Jie                              | Judith Meulendijks               | Carola Bott                               |
| Herrendoppel | Kristof Hopp Johannes Schöttler      | Michael Fuchs Ingo Kindervater   | Rasmus Bonde Simon Mollyhus               |
| Herrendoppel | Kristof Hopp Johannes Schöttler      | Michael Fuchs Ingo Kindervater   | Mads Conrad-Petersen Mads Pieler Kolding  |
| Damendoppel  | Valeria Sorokina Nina Vislova        | Sandra Marinello Birgit Overzier | Petya Nedelcheva Anastasia Russkikh       |
| Damendoppel  | Valeria Sorokina Nina Vislova        | Sandra Marinello Birgit Overzier | Line Damkjær Kruse Mie Schjøtt-Kristensen |
| Mixed        | Alexandr Nikolaenko Valeria Sorokina | Vitaliy Durkin Nina Vislova      | Shintaro Ikeda Reiko Shiota               |
| Mixed        | Alexandr Nikolaenko Valeria Sorokina | Vitaliy Durkin Nina Vislova      | Chris Adcock Gabrielle White              |

## Finalergebnisse
| Disziplin    | Sieger                               | Finalist                         | Ergebnis            |
| ------------ | ------------------------------------ | -------------------------------- | ------------------- |
| Herreneinzel | Chetan Anand                         | Eric Pang                        | 21–12, 21–15        |
| Dameneinzel  | Yao Jie                              | Judith Meulendijks               | 21–11, 21–12        |
| Herrendoppel | Kristof Hopp Johannes Schöttler      | Michael Fuchs Ingo Kindervater   | 21–15, 21–16        |
| Damendoppel  | Valeria Sorokina Nina Vislova        | Sandra Marinello Birgit Overzier | 21–13, 21–17        |
| Mixed        | Alexandr Nikolaenko Valeria Sorokina | Vitaliy Durkin Nina Vislova      | 13–21, 21–16, 21–12 |